# Peter Gülke
Peter Ludwig Gülke (Weimar, Alemanya, 29 d'abril de 1934) és un director d'orquestra i musicòleg alemany.

## Biografia
Nascut a Weimar, Gülke estudià violoncel i musicologia a la Hochschule für Musik Franz Liszt de Weimar . Completà el  el seu doctorat en Leipzig el 1958 amb Heinrich Besseler. Treballà com a pianista acompanyant, dramaturg i director musical als teatres de Rudolstadt (1959-1964), Stendal (1964-1965), Potsdam (1966-1969), Stralsund (1972-1976) i Dresden (1976-1981). En Dresden també fou professor a l'Escola Superior de Música i director de l'orquestra de l'escola. Del 1981 al 1983 fou director musical de l'Staatskapelle i del teatre nacional de Weimar.
El 1983, després d'un concert com a director convidat en Hamburg, es quedà a la República Federal d'Alemanya, on fou professor a Bochum (1984), director a Wuppertal (1985-1996) i catedràtic de direcció d'orquestra a Friburg (1996-2000).
Del 1999 al 2002 fou professor de musicologia a la Universitat de Basilea. Del 2011 al 2014 va ser president de la Sächsische Akademie der Künste, i del 2015 al 2020 director principal de l'Orquestra Simfònica de Brandemburg.

## Premis
- 1994 Premi Sigmund Freud de l'Akademie für Sprache und Dichtung[4]
- 1998 Karl-Vossler-Preis[4]
- 2004 Doctor honoris causa per la Universitat de Berna[4][5]
- 2007 Doctor honoris causa per l'Escola Superior de Música de Dresden[5]
- 2009 Doctor honoris causa per l'Escola Superior de Música de Weimar[6]
- Premi de música Ernst von Siemens 2014[7]
- 2016 Ordre Maximilià de Baviera per a la Ciència i l'Art[8]
- Bundesverdienstkreuz am Bande 2017[8]
- 2022 Pour le Mérite[9]

## Publicacions
- Das Schriftbild der mehrstimmigen Musik. Leipzig 1972.
- Musik des Mittelalters und der Renaissance. Leipzig 1973.
- Mönche, Bürger, Minnesänger. Musik in der Gesellschaft des europäischen Mittelalters. Leipzig 1975.
- Rousseau und die Musik. Wilhelmshaven 1984.
- Brahms, Bruckner. Zwei Studien. Kassel und Basel 1989.
- Schubert und seine Zeit. Laaber 1991.
- Fluchtpunkt Musik. Reflexionen eines Dirigenten zwischen Ost und West. Stuttgart and Weimar 1994.
- Triumph der neuen Tonkunst. Mozarts letzte Sinfonien und ihr Umfeld. Stuttgart and Weimar 1998; ISBN 978-3-476-01640-9
- „… immer das Ganze vor Augen“. Studien zu Beethoven. Stuttgart 2000.
- Die Sprache der Musik. Essays zur Musik von Bach bis Holliger. Stuttgart and Kassel 2001. ISBN 978-3-7618-2025-4
- Guillaume Du Fay. Die Musik des 15. Jahrhunderts. Stuttgart 2003, ISBN 978-3-476-01883-0
- Auftakte-Nachspiele. Kassel, Stuttgart and Weimar 2006.
- Robert Schumann. Glück und Elend der Romantik, Zsolnay Verlag, Munich 2010 ISBN 978-3-552-05492-9
- Gegen den Strom und mit der Zeit. Sächsische Akad. der Künste, Dresden 2011, ISBN 978-3-934367-19-7
- Von Bach bis Beethoven. Kassel 2014. ISBN 978-3-7618-2348-4
- Musik und Abschied. Kassel, Stuttgart and Weimar 2015. ISBN 978-3-7618-2401-6
- Felix Mendelssohn Bartholdy. Stuttgart 2017, ISBN 978-3-476-04540-9
- Dirigenten. Hildesheim 2017, ISBN 978-3-487-08589-0